# Хиспанија (ТВ серија)
Хиспанија (шп. Hispania, la leyenda) шпанска је телевизијска серија снимана од 2010. до 2012.
У Србији је 2014. емитована на првом програму Радио-телевизије Србије.

## Синопсис
Други век - римска република контролише пола Хиспаније. У ишчекивању коначног рата са Картагом због освајања полуострва, легија предвођена претором Галбом брани освојену територију и има задатак да одржава мир у слободним хиспанским селима. Једно од тих села, Каура, родно је Виријатово место. Он је скромни и храбри пастир који живи у планини са својом кћеркицом Алтеом. Понашање римских легионара према Хиспанцима не може се назвати нимало срдачним или мирним. Бројни градови и села трпе насиље и нападе крволочног Галбе. Виријату је живот уништен, а млади Пауло остаје без своје лепе веренице Нереје коју су Римљани заточили као робињу. Опаки Галба спази Нереу и остане очаран њеном лепотом. Нареди својим слугама да му је припреме као љубавницу.
Хиспанци се упуте на сусрет са Галбом и његовим легионарима на отвореном пољу, међутим Римљани заробе хиспанске робове и одмах их одводе како би их продали најбољем купцу. Та вест стиже и до Виријата и његових људи. Ситуација је очајна, па вођа побуњеника доноси ризичну, готово самоубилачку одлуку. Ући ће у римски логор и покушаће да спаси заробљене Хиспанце...

## Улоге
| Глумац:           | Улога:   |
| ----------------- | -------- |
| Роберто Енрикез   | Виријат  |
| Хуан Хосе Баљеста | Пауло    |
| Ховик Кеучкеријан | Сандро   |
| Алфонсо Басаве    | Дарио    |
| Ана де Армас      | Нереа    |
| Мануела Вељес     | Хелена   |
| Хавијер Реј       | Алехо    |
| Хесус Олмедо      | Марко    |
| Натали Поза       | Клаудија |
| Ангела Кремонте   | Сабина   |
| Серхио Мендез     | Тирсо    |
| Луис Омар         | Галба    |
| Пабло Дерки       | Ектор    |
| Иван Санчез       | Фабио    |